# Alexander Alexandrowitsch Awdejew

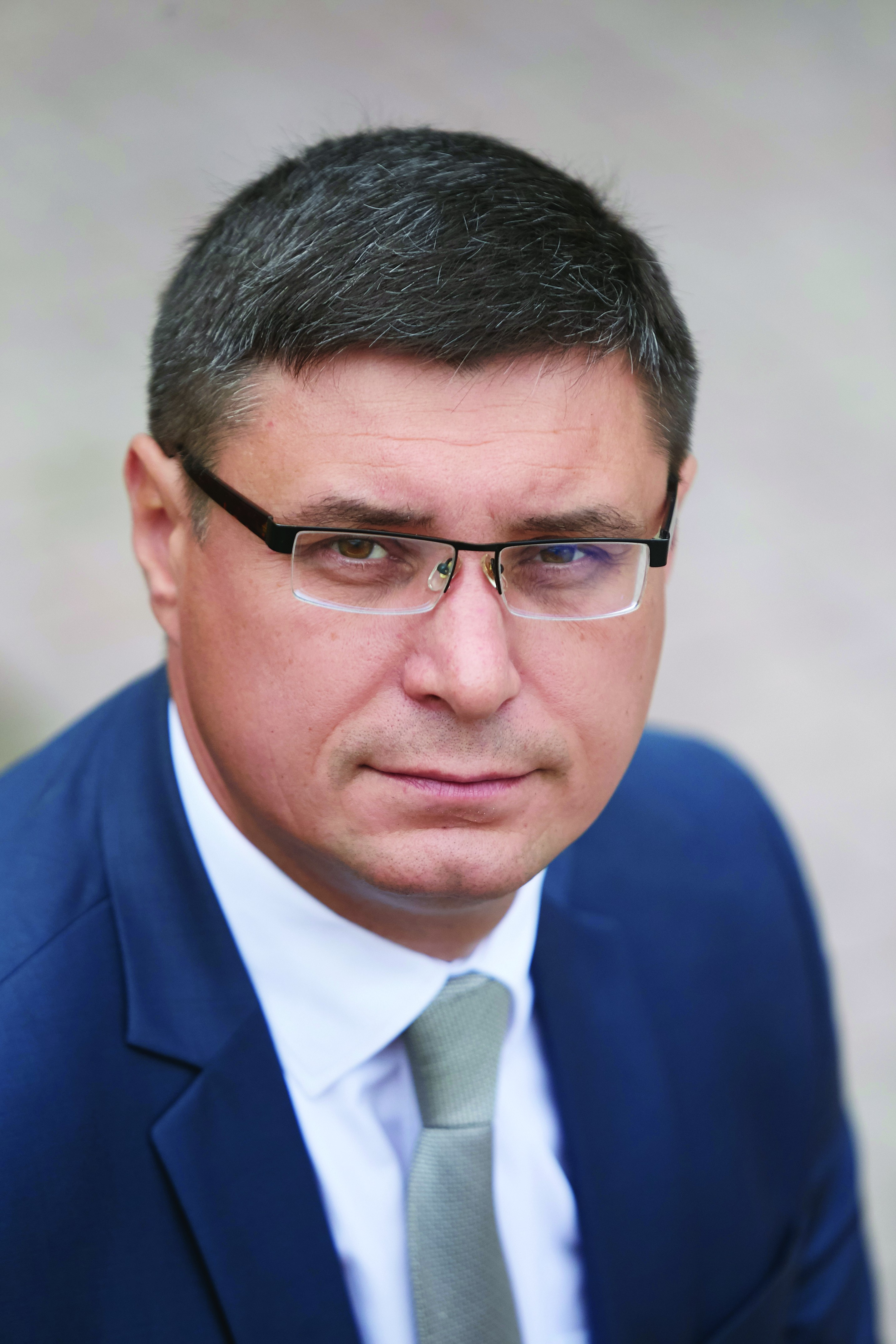
Alexander Alexandrowitsch Awdejew, 2019

Alexander Alexandrowitsch Awdejew (russisch Александр Александрович Авдеев; * 12. August 1975 in Kaluga, RSFSR, UdSSR) ist ein russischer Politiker und Staatsmann.

## Biographie
Awdejew studierte Maschinenbau an der Staatlichen Technischen N.E.Bauman Universität Moskau und absolvierte diese im Jahr 1998. Dort erwarb er einen weiteren Abschluss im Fachbereich Wirtschaftswissenschaften.
Zwischen 2003 und 2004 durchlief Awdejew eine Management-Ausbildung im Rahmen des Präsidentenprogramms. Von 2001 bis 2006 war er als Finanzanalyst tätig.
Im Juni 2010 wurde Awdejew per Beschluss zum Bürgermeister der Stadt Obninsk gewählt. Im September 2015 wurde er zum stellvertretenden Gouverneur der Oblast Kaluga ernannt.
Als Abgeordneter der Partei „Einiges Russland“ zog Awdejew im November 2016 in die Staatsduma. Fünf Jahre später wurde er wiedergewählt.
Im Oktober 2021 berief ihn Präsident Wladimir Putin zum Gouverneur zum Interimsgouverneur der Oblast Wladimir. Im September 2022 wurde er offiziell zum Gouverneur der Oblast Wladimir.